# Aziatische Spelen 1978
De achtste Aziatische Spelen werden gehouden van 9 december 1978 tot 20 december 1978, in Bangkok, Thailand. Pakistan besloot de Spelen niet te organiseren in verband met de conflicten met Bangladesh en India. Singapore besloot de Spelen niet te organiseren om financiële redenen.
Thailand bood zijn hulp aan en de Spelen werden gehouden in Bangkok. Om politieke redenen mocht Israël niet meedoen aan de Spelen. In totaal deden er 3.842 atleten mee, uit 25 verschillende landen. De sporten Bowling en boogschieten waren voor het eerst aanwezig tijdens deze editie.
De officiële opening in het Suphachalasai stadion werd verricht door koning Rama IX.

## Sporten
| - Atletiek - Badminton - Basketbal - Boksen - Boogschieten - Bowling - Wielersport - Gewichtheffen - Gymnastiek - Hockey | - Schermen - Schietsport - Tafeltennis - Tennis - Voetbal - Volleybal - Wedstrijdzeilen - Worstelen - Zwemmen |

## Medaillespiegel
| Medaillespiegel | Medaillespiegel | Medaillespiegel | Medaillespiegel | Medaillespiegel | Medaillespiegel |
| --------------- | --------------- | --------------- | --------------- | --------------- | --------------- |
| Rang            | Land            | Gold            | Silver          | Bronze          | Totaal          |
| 1               | Japan           | 70              | 58              | 49              | 177             |
| 2               | China           | 51              | 55              | 45              | 151             |
| 3               | Zuid-Korea      | 18              | 20              | 32              | 70              |
| 4               | Noord-Korea     | 15              | 13              | 15              | 43              |
| 5               | Thailand        | 11              | 11              | 20              | 42              |
| 6               | India           | 11              | 11              | 6               | 28              |
| 7               | Indonesië       | 8               | 7               | 18              | 33              |
| 8               | Pakistan        | 4               | 4               | 9               | 17              |
| 9               | Filipijnen      | 4               | 4               | 6               | 14              |
| 10              | Irak            | 2               | 4               | 6               | 12              |
| 11              | Maleisië        | 2               | 1               | 4               | 7               |
| 12              | Singapore       | 2               | 1               | 3               | 6               |
| 13              | Mongolië        | 1               | 3               | 5               | 9               |
| 14              | Libanon         | 1               | 1               | 0               | 2               |
| 15              | Syrië           | 1               | 0               | 0               | 1               |
| 16              | Birma           | 0               | 3               | 3               | 6               |
| 17              | Hongkong        | 0               | 2               | 3               | 5               |
| 18              | Sri Lanka       | 0               | 0               | 2               | 2               |
| 19              | Koeweit         | 0               | 0               | 1               | 1               |
| Totaal          | Totaal          | 201             | 198             | 227             | 626             |

1951 ·
1954 ·
1958 ·
1962 ·
1966 ·
1970 ·
1974 ·
1978 ·
1982 · 
1986 · 
1990 · 
1994 · 
1998 · 
2002 · 
2006 · 
2010 · 
2014 · 
2018 · 
2022